# Beenz
I beenz, e la beenz.com inc., sono una moneta elettronica nata nel 1998 sulla scorta dell'idea di Charles Cohen, uno dei fondatori e principale promotore del concetto su cui si poggiava l'attività, di dar vita alla prima moneta virtuale (the web's currency).
Nati sull'onda della web economy, la società ha condiviso il destino di molte newco che, nate in quegli anni, non sono riuscite a raggiungere una propria stabilità imprenditoriale risentendo degli effetti negativi della recessione economica iniziata sul finire del 2000 che ha investito tutte le aziende operanti sul web. L'azienda ha cessato di esistere nel 2001, attraverso liquidazione delle filiali locali e vendita della casa madre alla Carlson Marketing Group.

## Come funzionavano i beenz
L'idea principale era quella di creare una comunità esistente sul web e nell'economia reale che potesse utilizzare i beenz come unità di scambio di valore virtuale in piena sicurezza. Elementi fondamentali di tale comunità erano:
- il network, composto da internauti ed aziende che potessero accettare i beenz come strumento di scambio;
- la possibilità di acquisire ed utilizzare i beenz;
- una piattaforma tecnologica capace di gestire, in tutta sicurezza, gli scambi di beenz in tempo reale.

Ogni internauta poteva accedere a tale comunità attraverso una semplice iscrizione sul sito beenz.com. Con tale iscrizione, veniva attivato una sorta di conto corrente (account) sul quale venivano accreditati ed addebitati in tempo reale i beenz accumulati e spesi.
Contestualmente all'apertura del conto, veniva subito messa a disposizione (a fini pubblicitari) una certa quantità di beenz da utilizzare immediatamente. I beenz potevano essere raccolti sui siti che ne mettevano a disposizione per stimolare gli internauti a visitare, in modo specifico, il sito in questione.
Successivamente, le aziende che utilizzavano i beenz per stimolare le visite presso i propri siti avrebbero potuto incentivare altre tipologie di comportamenti ritenuti commercialmente utili, combinando azioni della vita reale con quelle sul web.
A tal proposito fu sviluppata un'applicazione specifica (i beenzCodes) che permetteva di guadagnare beenz inserendo, sul sito beenz.com, codici promozionali presenti nei prodotti acquistati quotidianamente. A costruire la base economica dell'intero sistema erano le aziende che acquistavano i beenz come strumento pubblicitario, mettendoli a disposizione dei propri siti.

## Tecnologia di base
L'intero network beenz si basava su una tecnologia sviluppata dalla Oracle Corporation, società facente parte anche dell'azionariato della beenz.com inc e fra i principali finanziatori dell'idea. Tale tecnologia si interfacciava con quella adottata per la raccolta dei beenz presenti sul web.
Inizialmente la tecnologia scelta su quella java. Questa permetteva una elevata semplicità di manutenzione e la possibilità di trasportare l'applicazione anche su altri terminali che non fossero personal computer (PDA, Telefoni cellulari ed altro).
Successivamente la beenz.com Inc. decise di cambiare tecnologia per le applicazioni di raccolta e di utilizzo dei beenz, adottando una soluzione non basata sul linguaggio java il cui funzionamento imponeva un forte utilizzo dei cookie sul PC dell'utilizzatore. Il passaggio definitivo avvenne nel mese di dicembre del 2000.

## beenz.com Inc.
L'idea imprenditoriale di Charles Cohen fu tradotta in attività economica attraverso la raccolta, da parte dei soci fondatori, di fondi per un totale di circa 125 milioni di dollari, raccolto fra i più importanti nomi della web economy mondiale. Fra i primi finanziatori, infatti, comparivano nomi quali: Pinault Primtemps Redoute PPR, Vivendi Universal, Larry Ellison della Oracle, Carlo De Benedetti e Hickary Tzushin. Grazie a questi fondi, nel 1999 fu costituita la beenz.com Inc., società di diritto statunitense con sede a New York e Londra. La società, all'apice della sua azione di espansione sui mercati mondiali, si trovò ad essere presente (direttamente o con consociate) in 14 paesi. Dopo una serie di pesanti difficoltà finanziarie, nel 2001 la società è stata venduta alla Carlson Marketing Group.
Nel 2010 il dominio beenz.com è stato acquistato da Luca Ometto, CEO di Webster srl, azienda e commerce leader nel settore del libro.

## Ibeenzin Italia
In Italia, l'ambizione di trasformare i beenz nella valuta del web divenne un problema da affrontare e risolvere da parte della filiale italiana, in quanto l'affermazione di questa idea in Italia avrebbe imposto, secondo la legislazione corrente, la richiesta di una specifica autorizzazione ad operare come banca, imponendo tutti gli obblighi previsti per tali soggetti.
Questo limite spinse la filiale italiana a modificare la propria visione sull'idea originale, traducendo il concetto della web's currency in una più semplice "raccolta punti", equiparando il sistema beenz a quelli molto diffusi nell'ambito delle compagnie aeree (programmi frequent flyer).
Una volta adottata questa soluzione, la beenz.com Inc. ed il  Gruppo Editoriale L’Espresso raggiunsero un accordo di collaborazione strategica con il quale il gruppo italiano acquistava, il 31 marzo 2000, un pacchetto azionario della beenz.com Inc. pari al 4% del capitale con un esborso complessivo di 24 miliardi di lire, pari a €12.394.965,58. Inoltre, l'accordo prevedeva la costituzione della beenz.com Italia S.p.A., una joint-venture che doveva gestire le attività italiane del brand beenz. La società fu costituita il 3 maggio 2000. Il direttore generale della JV è stato Massimiliano Cerrito.

### Premi e concorsi
Nel 2000, l'attività di beenz.com Italia S.p.a. fu premiata con il secondo posto al PomoD'oro Excite Award 2000 nella categoria Start-Up. Il Pomo D'Oro Excite Award era un premio alla comunicazione pubblicitaria su Internet, per la promozione e la valorizzazione delle attività sul web. Il premio venne aggiudicato in varie categorie su un totale di 457 banner partecipanti.
La giuria di quell'anno era composta da esperti del mondo della comunicazione ed importanti artisti italiani: Natalia Aspesi, Pasquale Barbella, Antonio Campo Dall'Orto, Guido Crepax, Riccardo Lorenzini, Andrea G. Pinketts ed Emilio Tadini.

I criteri di scelta erano:
- qualità dell'idea creativa,
- originalità,
- efficacia,
- qualità del livello tecnico di realizzazione.